# Tor Emers
Tor Emanuelsson Emers, född 13 juli 1883 i Håbols socken, Älvsborgs län, död 12 maj 1957 i Kungsholms församling, Stockholm, var en svensk järnvägsman.
Emers avlade studentexamen 1902 och genomgick högre trafikbefälkurs 1918–19. Han anställdes vid Statens Järnvägar (SJ) 1903, blev byråassistent 1919, förste trafikinspektör 1930, överinspektör 1932, byråchef 1938 och var ställföreträdare för generaldirektören från 1940. 
Emers var tågledare 1910–19, tågkontrollör 1911–13, kursföreståndare och lärare vid SJ:s undervisningskurser 1911–16, sekreterare i SJ:s tjänstgöringsnämnd 1924–28 och 1932–37, föreläsare i säkerhetsföreskrifter vid Brunnsvik och Särö 1935–37 och rapportör vid 1937 års internationella järnvägskongress i Paris. Han var ledamot av kommunikationsverkens lönenämnd 1938, styrelseledamot i AB Trafikrestauranger från 1938, ledamot av järnvägarnas skadeersättningsnämnd 1939–40, ledamot i kommittén för utredning av frågan om statstjänstemännens ställning vid arbetskonflikter 1939 och sakkunnig i riksvärderingsnämnden från 1938. Han var styrelseordförande i AB Trafikrestaurangers pensionskassa från 1940 och i AB Dissousgas i Vänersborg från 1941.

## Skrifter
- Stations- och tågtjänsten (1913)
- Arbetsåliggande för trafikinspektör och trafikinspektörsexpedition (manuskript, 1923)
- Exploitation économique des lignes secondaires des grands réseaux (1936)
- Håbol: en socken på Dal (postumt, 1959)
- Rättsfall i Håbol under 300 år (postum medverkan, red. C. Zakariasson, 1983)